# 磁気音響断層撮影
磁気音響断層撮影(じきおんきょうだんそうさつえい、英語: Magnetoacoustic Tomography : MAT)とは磁場内で高周波電流を試料に印加して生じた超音波を検出して試料の内部構造を可視化する手法。

## 概要
磁気音響断層撮影はほぼ均一な磁場内で外部から高周波電流を印加して電磁誘導効果により試料内の導体に生起される微弱な超音波をトランスデューサで検出する。試料の周囲に設置された複数のトランスデューサからの信号を検出することにより、コンピュータ断層撮影での画像再構成アルゴリズムを適用することで画像を再構成する。
超音波画像法は優れた空間分解能ではあるものの、組織間での超音波の伝播特性が似ているのでコントラストが低い。一方、高周波は組織間のコントラストは優れるが、空間分解能が低く、分解能を高めるために周波数を高めると内部まで浸透しない。磁気音響断層撮影ではほぼ均一な磁界中に試料を置いて低い周波数の高周波を印加して組織内でローレンツ力によって生じた超音波を検出することでミリメートル程度の空間分解能が得られる。
また、試料内部の構造を可視化する目的の類似の手法としては磁場の印加によって生成した内部の誘導電流による磁場を検出したり、透磁率の違いを基にした内部構造の可視化の試みもある。

## 特徴
- 無侵襲計測
- 局在推定が数mmの精度
- 電位による測定が困難な体内の深部からの信号が検出できる
- 核磁気共鳴画像法ほど高い均一性の磁場は要求されない

## 用途
- 診断
- 内部構造の可視化
- 非破壊検査